# دزموند اندرسون
دزموند اندرسون (انگلیسی: Desmond Anderson; ۵ ژوئیهٔ ۱۸۸۵ – ۲۹ ژانویهٔ ۱۹۶۷) فرد نظامی اهل بریتانیا بود. وی همچنین برندهٔ جوایزی همچون لژیون شرف شده‌است.